# Hasan Celal Güzel
Hasan Celal Güzel né en 1945 à Gaziantep et mort le 19 mars 2018 à Ankara, est un homme politique et haut fonctionnaire turc.
Diplômé du département des finances de la faculté des sciences politiques de l'Université d'Ankara en 1968. Il rejoint l'Organisation de Planification d'État (DPT), il devient conseiller du premier ministre, président des affaires sociales et économique du premier ministère, conseiller du ministre de l'intérieur et sous-secrétaire d'État au ministère de l'intérieur, secrétaire général de l'Organisation de Planification d'État, sous-secrétaire d'État au premier ministère (1980-1983) et secrétaire d'État au premier ministère (1983-1986), député de Gaziantep (1986-1991), sur la liste du parti de la mère patrie, ministre d'État et porte-parole du gouvernement (1986-1987), ministre de l'éducation nationale, de la jeunesse et des sports (1987-1989). Président fondateur du parti de la renaissance (YDP) (1992-1999). Il a été chroniqueur aux journaux Dünden Bugüne Tercüman, Halka ve Olaylara Tercüman, Radikal, Vatan et Sabah. 